# Fritz Saladin
Fritz Saladin (* 17. November 1950 in St. Pantaleon) ist ein ehemaliger Schweizer Radrennfahrer und Weltmeister im Radsport.

## Sportliche Laufbahn
Er begann seine sportliche Laufbahn zunächst in der Leichtathletik. Nachdem er im Anschluss an die Rekrutenschule zum Radsport gewechselt war, schloss er sich dem Verein VC Binningen an. Saladin war Spezialist für Querfeldeinrennen (heutige Bezeichnung Cyclosport). 1972 bestritt er zunehmend Strassenrennen, konzentrierte sich aber ab 1976 vollends auf die Querfeldeinrennen. In dieser Disziplin des Radsportes gelang ihm auch sein grösster Erfolg, als er 1980 in Wetzikon Weltmeister der Amateure wurde. 1981 gelang ihm auch der Titelgewinn bei den nationalen Meisterschaften der Schweiz. 1982 und 1983 konnte er den Titel verteidigen. Von 1976 bis 1983 gewann er dabei noch dreimal die Bronzemedaille.

## Berufliches
Saladin absolvierte eine Ausbildung zum Maurer.